# Роберт Болдвін
Роберт Болдвін (англ. Robert Baldwin; 12 травня 1804, Йорк, Верхня Канада — 9 грудня 1858, Торонто, Канада) — канадський політик. Разом із Луї-Іпполітом Лафонтеном очолював перший канадський відповідальний уряд.

## Життєпис
Батьком Роберта був Вільям Воррен Болдвін, що емігрував з Ірландії 1798 року. Свого сина Вільям навчав за власними принципами: попри свою заможність, він виступав проти політичної та релігійної олігархії.
Роберт Болдвін став адвокатом у 1825 році. 1829 року обраний до Парламенту Верхньої Канади від Йорка, проте наступного разу програв вибори й відлучився від політичного життя. Протягом наступних шести років послідовно виступав за впровадження відповідального уряду, що, на його думку, дозволило б вирішити політичні та соціальні проблеми Канади. 1836 року за сприяння лейтенанта-губернатора Френсіса Бонда Геда увійшов до Виконавчої ради, проте, зрозумівши, що фактично не має впливу на прийняття рішень, добровільно покинув орган за кілька місяців.
Хоча Болдвін був поміркованим реформатором, він категорично виступав проти повстань 1837—1838 років. Проте повстання значно вплинули на політичне становище Канади. Британський уряд прислав до Канади лорда Дарема, який рекомендував об'єднати Верхню й Нижню Канаду і запровадити відповідальний уряд.
1840 року дві провінції були об'єднані в одну. 1842 року Болдвін разом із Луї-Іпполітом Лафонтеном очолив уряд провінції Канада, оскільки лейтенанту-губернатору Чарльзу Баготу довелося долучити реформаторів до управління. 1843 року вони пішли у відставку.

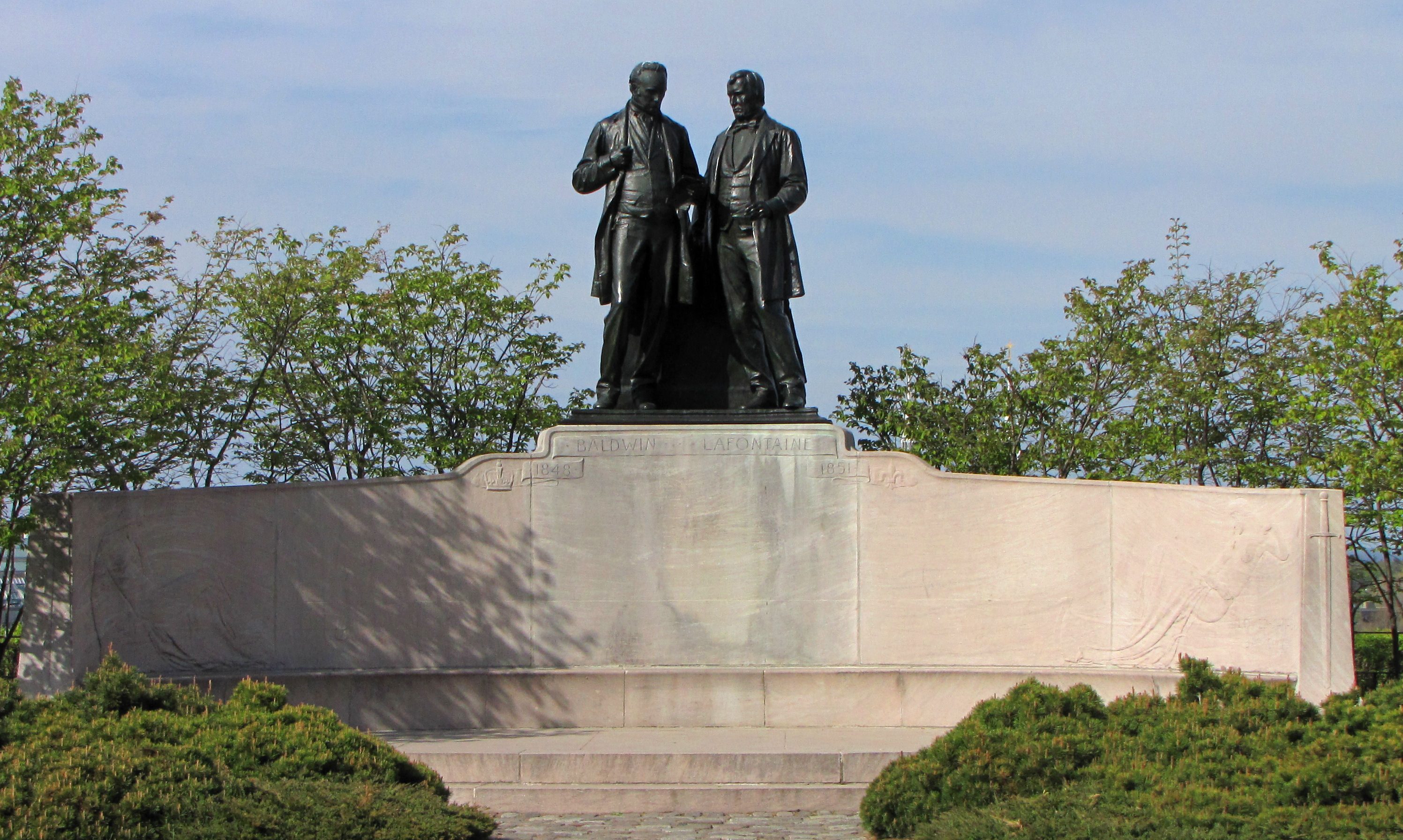
Пам'ятник Болдвіну та Лафонтену на Парламентському пагорбі в Оттаві

За реформою 1848 року відповідальний уряд фактично був запроваджений, оскільки тоді контроль над формуванням уряду передали від генерал-губернатора до обраних Законодавчих зборів. Тоді ж Болдвін із Лафонтеном знову очолювали уряд до 1851 року.
Помер у Торонто 1858 року. Похований на кладовищі святого Якова.